# Siest
Siest é uma comuna francesa na região administrativa da Nova Aquitânia, no departamento Landes. Estende-se por uma área de 2,93 km². Em 2010 a comuna tinha 139 habitantes (densidade: 47,4 hab./km²).